# Drusus radovanovici
Drusus radovanovici là một loài Trichoptera trong họ Limnephilidae. Chúng phân bố ở miền Cổ bắc.